# Эскадра (ВВС)
Эскадра — тактическое соединение самолётов в военно-воздушных силах некоторых государств.
Кроме авиационных соединений, термин «эскадра» в некоторых государствах применяется к формированиями зенитно-ракетных войск ПВО и формированиям  стратегических и оперативно-тактических ракет.

## История
На заре военной авиации в начале XX века несколько боевых самолётов сводились в авиационные отряды (авиаотряды). Так на манёврах Петербургского, Киевского и Варшавского военных округов в 1911 году на стороне каждой из окружных группировок войск действовало по одному авиационному отряду, которые выполняли задачи по выполнению воздушной разведки. 
23 декабря 1914 года в Российской империи было создано более крупное формирование, чем авиаотряд — эскадра воздушных кораблей «Илья Муромец», командиром которой стал генерал-майор Михаил Шидловский. Первоначально в отряд были сведены 10 самолётов. К 1916 году их количество увеличилось до 20. 
В Гражданскую войну главные противоборствующие стороны (РККА и Белое движение) не создавали эскадр. Основными авиационными формированиями были авиационные отряды, которые сводились в авиационные дивизионы. По окончании гражданской войны в ВВС Красной армии была принята бригадная организация, с переходом в 1930-е годы на дивизионную организацию, в которых не предусматривалось место эскадрам. 
В отличие от ВВС СССР, в некоторых западных государствах после Первой мировой войны была принята иная организация ВВС. 
Так накануне Второй мировой войны в Люфтваффе была созданная следующая схема: эскадрильи сводились в группы (дивизионы), группы сводились в эскадры, эскадры сводились в корпуса или дивизии, которые в свою очередь сводились во флоты. В целом немецкие эскадрильи по количеству самолётов соответствовали советским эскадрильям, группы — соответствовали полкам, немецкие эскадры — советским дивизиям, немецкие дивизии — корпусам, а немецкие корпуса — советским воздушным армиям. Как правило 3—5 эскадр входили в состав авиационного корпуса. В свою очередь эскадра состояла из 3 авиационных групп, каждая из которых состояла из 3 эскадрилий из 12 самолётов. Эскадры в Люфтваффе состояли как правило из авиационных групп, в каждой из которых были однотипные самолёты. Эскадры (нем. Geschwader)) различались по типу самолётов, которое отображалось в сокращённом обозначении: 
- истребительные — JG (сокращение от нем. Jagdgeschwader);
- ночные истребительные — NJG;
- тяжелые истребительные или истребительно-бомбардировочные — ZG;
- бомбардировочные — KG;
- скоростные бомбардировочные — SKG;
- пикирующих бомбардировщиков — StG;
- штурмовые — SG;
- учебно-боевые — LG.

ВВС Франции накануне Второй мировой войны также были представлены эскадрами и отдельными авиационными группами. В отличие от Германии, французские эскадры состояли как правило из 2 групп в каждой из которых было 2 эскадрильи по 13 самолётов в каждой. В некоторых эскадрах было создано по 3 группы. К началу войны с Германией, в ВВС Франции находилось 9 истребительных эскадр, в которые были сведены 20 истребительных групп.
Крупнейшей эскадрой созданной накануне Второй мировой войны, была сформированная в Италии сводная эскадра «А». Она представляла собой сводное соединение из 261 боевого самолёта среди которых были: 104 бомбардировщика Savoia-Marchetti SM.79 Sparviero, 18 гидросамолетов-бомбардировщиков CANT Z.506 Airone, 93 транспортных самолета и 46 истребителей Fiat CR.32. Данное соединение было создано для оккупации Албании.
В ВВС Германии эскадра является тактическим формированием, входящим в состав авиационной дивизии. По штату мирного времени в её состав входит 2—3 эскадрильи (по 20 самолётов в каждой) и до 2 000 военнослужащих. По штату военного времени личный состав эскадры возрастает до 4 000—4 500 человек за счет пополнения военнообязанными резервистами. Эскадра транспортной авиации включает 1—2 авиационные и до трех вертолетных эскадрилий. Кроме непосредственно авиационных частей, термин «эскадра» также применяется для формирований зенитно-ракетных войск противовоздушной обороны входящих в состав ВВС — всего 6 эскадр ПВО. Эскадра зенитно-ракетных войск является тактическим формированием и выполняет задачи противовоздушной обороны объектов. По штату в 3 эскадрах предусматривается иметь 2 зенитные ракетные группы (1 группа ЗРК «Пэтриот» и 1 группа  ЗРК «Hawk»). В состав трех других эскадр ПВО дополнительно входит по одной группе ЗРК «Roland».  
На современном этапе в авиационную эскадру может входить от 24 до 100 самолётов или до 36 пусковых установок оперативно-тактических ракет.

## Аналог эскадры
В ВВС США аналогом эскадры, как формирования в которое сведены группы, является крыло. Кроме авиационных формирований, термин «крыло» также применяется к формированиями стратегических ракет. Авиационное крыло стратегической авиации включает в себя 15—30 самолётов, крыло  тактической авиации — до 72 самолётов, авианосное крыло (палубной авиации) — до 100 самолётов. Крыло межконтинентальных баллистических ракет (крыло МБР) состоит из 2—4 эскадрилий, в которых количестве пусковых установок зависит от типа ракет. К примеру крыло МБР «Минитмэн» может иметь до 150—200 пусковых установок. В ВВС США авиационные крылья и крылья МБР как правило входят в состав дивизий. Космическое крыло в 1990-е годы включало в свой состав 5 эскадрильи предупреждения о ракетно-ядерном ударе и 3 эскадрильи контроля космического пространства.